# Émilie de Rodat
Émilie de Rodat (6 de setembre del 1787, Druelle - 19 de setembre del 1852, Villefranche-de-Rouergue) fou una religiosa francesa, fundadora el 1819 de la Congregació de les Germanes de la Sagrada Família i és venerada com a santa per l'Església Catòlica.

## Biografia
Émilie era la filla petita de Jean-Louis de Rodat i Henriette de Pomayrols, una família que pertanyia a l'antiga noblesa de Rouergue.
Després del fracàs de tres intents de la vida religiosa, es reuní amb la seva àvia a Villefranche-de-Rouergue, a Aveyron, en una mena de comunitat que agrupava ancianes religioses i d'altra gent pietosa.
El 1815, sentint un pesar per la desaparició de les escoles lliures de les Ursulines, obrí una escola a la seva habitació, tot i l'aforament de quaranta estudiants. Freqüentment hagué de traslladar-se a locals més i més grossos fins que pogué comprar, el 1817, l'antic convent dels Franciscans conventuals.
Fou allà on el 1819 fundà la Congregació de les Germanes de la Sagrada Família de Villefranche. Les germanes de la nova congregació dedicada a l'ensenyament atengueren els fills dels pobres i també atengueren els malalts. Quan morí, foren quaranta les "cases" de la congregació obertes a diferents països.
Després de la seva mort fou enterrada en una capella del jardí del santuari de la Mare de Déu de La Salette, on la seva tomba es convertí en un lloc de peregrinació. El seu cos es conserva a la capella del convent de la Sagrada Família.

## Canonització
Émilie fou beatificada el 9 de juny del 1940 pel Papa Pius XII i canonitzada el 23 d'abril del 1950. El seu santoral se celebra el 19 de setembre.